# Олькотт (лунный кратер)
Кратер Олькотт (лат. Olcott) — большой молодой ударный кратер в северном полушарии обратной стороны Луны. Название присвоено в честь американского юриста и астронома-любителя Уильяма Олкотта (1873—1936) и утверждено Международным астрономическим союзом в 1970 г. Образование кратера относится к эратосфенскому периоду.

## Описание кратера

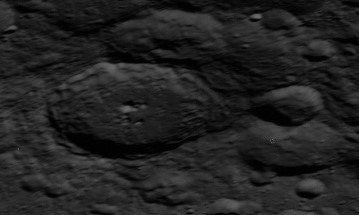
Снимок кратера с борта Аполлона-14.

Ближайшими соседями кратера являются кратер Ползунов на севере-северо-западе; кратер Меггерс на северо-востоке; кратер Костинский на юге-юго-востоке и кратер Чан-Хэн на западе-юго-западе. Селенографические координаты центра кратера 20°34′ с. ш. 117°47′ в. д. / 20,57° с. ш. 117,79° в. д., диаметр 79,9 км, глубина 2,8 км.
Кратер Олькотт имеет полигональную форму с выступом в южной части и практически не разрушен. Восточная часть кратера частично перекрывает сателлитный кратер Олькотт E. Вал чётко очерчен, внутренний склон вала террасовидной структуры, южная и западная часть внутреннего склона изрезана многочисленными долинами. Высота вала над окружающей местностью достигает 1360 м, объём кратера составляет приблизительно 6100 км³. Дно чаши пересечённое, с обилием небольших холмов и коротких хребтов. Комплекс центральных пиков несколько смещён к северо-востоку от центра чаши и состоит из анортозита (A), габбро-норито-троктолитового анортозита с содержанием плагиоклаза 85-90 % (GNTA1) и габбро-норито-троктолитового анортозита с содержанием плагиоклаза 80-85 % (GNTA2).
Юго-восточная часть чаши и прилегающая в этом месте к кратеру окружающая местность имеют низкое альбедо.

## Сателлитные кратеры
| Олькотт | Координаты                                              | Диаметр, км |
| ------- | ------------------------------------------------------- | ----------- |
| E       | 20°44′ с. ш. 119°44′ в. д. / 20,74° с. ш. 119,73° в. д. | 59,1        |
| L       | 18°14′ с. ш. 118°35′ в. д. / 18,24° с. ш. 118,59° в. д. | 32,7        |
| M       | 17°53′ с. ш. 117°34′ в. д. / 17,88° с. ш. 117,56° в. д. | 46,7        |

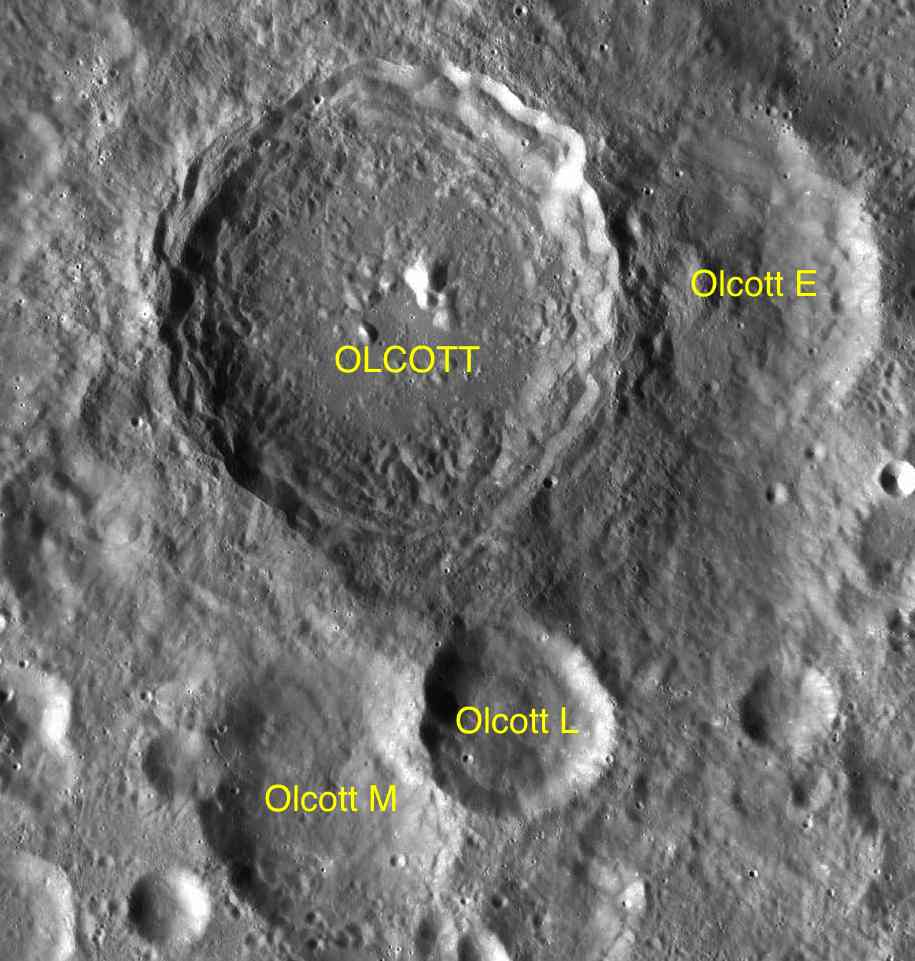
Фрагмент карты LAC-47.

- Образование сателлитного кратера Олькотт E относится к нектарскому периоду[1].